# Aruba nos Jogos Sul-Americanos
Aruba, país insular do Caribe, fez sua primeira participação nos Jogos Sul-Americanos Valencia-1994. Desde então, tem-se feito presente neste evento multidesportivo. Conta sempre com delegações pequenas.
O país é representado nos Jogos Sul-Americanos pelo Comitê Olímpico de Aruba.

## Delegação
Em Santiago-2014, Aruba foi representada por um total de dez atletas, sendo uma das menores delegações presentes aos Jogos. Quatro anos mais tarde, a delegação caribenha teve o mesmo número de representantes em Cochabamba-2018. 

## Quadro de medalhas
Segue-se, abaixo, o histórico de Aruba nos Jogos Sul-Americanos.
| Ano   | Nação     | Cidade       | Posição | Ouro | Prata | Bronze | Total |
| 1978  | Bolívia   | La Paz       | -       | -    | -     | -      | -     |
| 1982  | Argentina | Rosario      | -       | -    | -     | -      | -     |
| 1986  | Chile     | Santiago     | -       | -    | -     | -      | -     |
| 1990  | Peru      | Lima         | -       | -    | -     | -      | -     |
| 1994  | Venezuela | Valencia     | 14/14   | 0    | 1     | 2      | 3     |
| 1998  | Equador   | Cuenca       | 13/14   | 0    | 0     | 2      | 2     |
| 2002  | Brasil    | Brasil       | 12/14   | 0    | 1     | 2      | 3     |
| 2006  | Argentina | Buenos Aires | 13/15   | 0    | 1     | 1      | 2     |
| 2010  | Colômbia  | Medellín     | 13/15   | 0    | 0     | 2      | 2     |
| 2014  | Chile     | Santiago     | 13/14   | 0    | 0     | 1      | 1     |
| 2018  | Bolívia   | Cochabamba   | 13/14   | 0    | 2     | 1      | 3     |
| 2022  |           | A definir    |         |      |       |        |       |
| Total | Total     |              |         | 0    | 5     | 11     | 16    |

## Desempenho
O décimo segundo lugar, obtido no Brasil-2002, foi a melhor campanha de Aruba dentro dos Jogos Sul-Americanos, mesmo que a igualdade no total e na divisão de suas medalhas conquistadas tenham sido as mesmas de Valencia-1994. O país, até o momento, não conquistou nenhuma medalha de ouro neste evento.
Foi em Santiago-2014 que Aruba registrou o seu pior desempenho nestes Jogos, tendo obtido uma medalha de bronze, o que lhe valeu o décimo terceiro lugar geral.